# Pierre Lamy (humaniste)
Pour les articles homonymes, voir Lamy et Pierre Lamy (homonymie).
Pierre Lamy - orthographié également Amy - est un humaniste ami de François Rabelais, connu pour avoir initié le futur romancier à l'étude du grec, alors qu'ils mènent une vie monastique à Fontenay-le-Comte. Il le met en correspondance avec Guillaume Budé à la fin de 1520. En 1522 en tête d'une défense de la femme écrite par Amaury Bouchard, une épître de Pierre Lamy, provenant de Saintes, évoque son regret d'être éloigné de Rabelais. Après que leurs supérieurs leur interdisent leurs études, Pierre Lamy envoie une supplique pour devenir bénédictin. Il rejoint Bâle en 1525 et meurt peu après. Érasme se souvient de lui comme d'un homme humble et pur,.

## En savoir plus